# Sectionneur
Le sectionneur est un appareil électromécanique permettant de séparer, de façon mécanique, un circuit électrique et son alimentation, tout en assurant physiquement une distance de sectionnement satisfaisante électriquement. L'objectif peut être d'assurer la sécurité des personnes travaillant sur la partie isolée du réseau électrique ou bien d'éliminer une partie du réseau en dysfonctionnement pour pouvoir en utiliser les autres parties.
Le sectionneur, à la différence du disjoncteur ou de l'interrupteur, n'a pas de pouvoir de coupure, ni de fermeture. Il est impératif d'arrêter l'équipement aval pour éviter une ouverture en charge. Dans le cas contraire de graves brûlures pourraient être provoquées, liées à un arc électrique provoqué par l'ouverture.
Le sectionneur, pour satisfaire aux normes en vigueur, doit pouvoir être condamné en position ouverte.

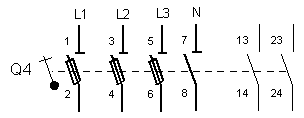
Symbole électrique d'un sectionneur triphasé avec un fusible sur chaque phase :
- à gauche les contacts des trois phases et du neutre,
- à droite les deux contact secondaires de précoupure

## Catégories

### Sectionneur basse tension
Cet appareil est souvent muni de fusibles, il est alors appelé sectionneur porte-fusibles. Certains sectionneurs comportent aussi des contacts à précoupure permettant de couper la commande des organes de puissance afin d'éviter une manœuvre en charge.
Rôles des différents organes :
- Contacts principaux : couper un circuit électrique en isolant la source du consommateur ;
- Contacts auxiliaires : couper le circuit de commande ;
- La poignée de commande : elle peut être verrouillée par un cadenas en position ouverte ;
- Des porte-fusibles (facultatif).

L'ouverture du sectionneur est impérative lors de toute intervention hors tension sur un équipement électrique.

### Sectionneur haute tension

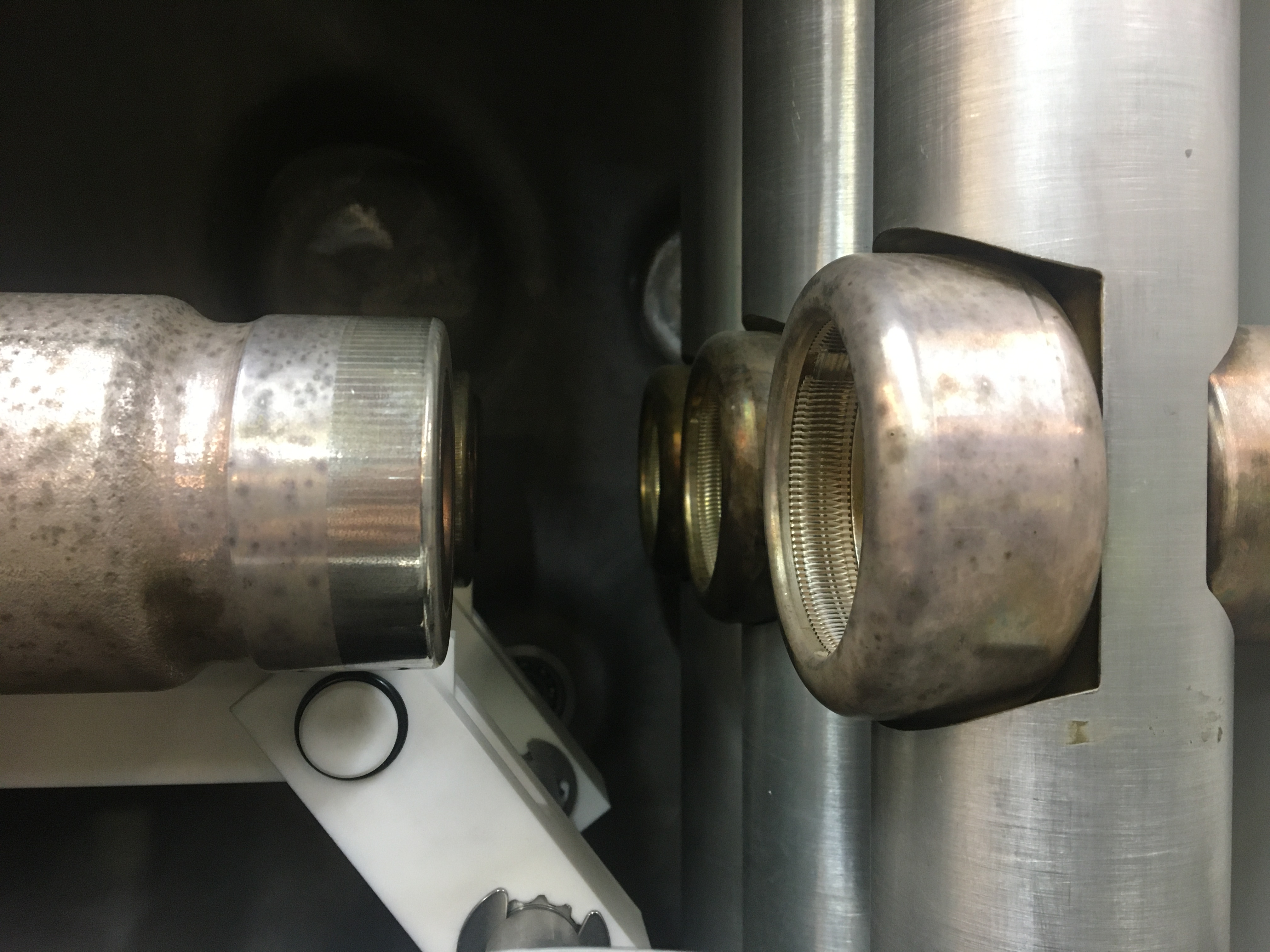
Sectionneur ouvert (pressurisé au gaz SF6)

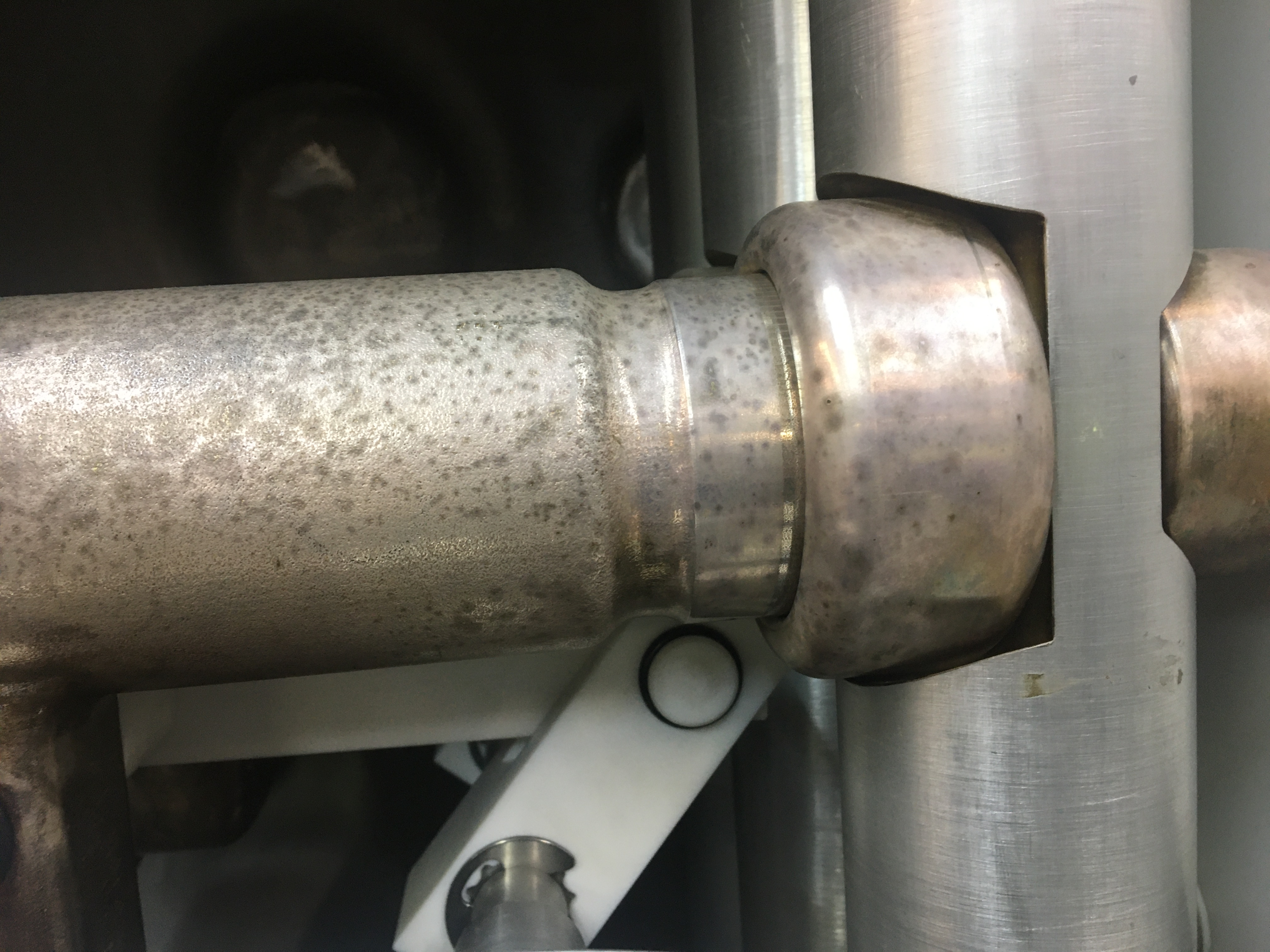
Sectionneur fermé

La fonction principale d'un sectionneur haute tension est de pouvoir séparer (un disjoncteur isole mais ne sépare pas : notions de distance) un élément d'un réseau électrique (ligne à haute tension, transformateur, portion de poste électrique, ...) afin de permettre à un opérateur d'effectuer une opération de maintenance sur cet élément sans risque de choc électrique. Le sectionneur doit :
- indiquer sans ambiguïté sa position : on parle parfois de « coupure visible », sinon « certaine » quand les contacts ne sont pas directement visibles ;
- pouvoir être cadenassé pour garantir à l'opérateur qu'un circuit isolé ne sera pas refermé par inadvertance ;
- posséder une isolation entre les bornes, qui garantisse à l'opérateur qu'une surtension ne puisse pas mettre en défaut cette isolation et remettre malencontreusement le circuit sous tension.

### Sectionneur de mise à la terre
On combine souvent les sectionneurs haute tension et BT de forte puissance avec une mise à la terre (ou MALT ou sectionneur de terre). Cette MALT est visible sur la photo ci-dessous (à gauche, perche rayée jaune et noir). Il s'agit d'un organe de sécurité, dont le but est de fixer le potentiel d'une installation préalablement mise hors tension, pour permettre l'intervention humaine en toute sécurité sur une installation.

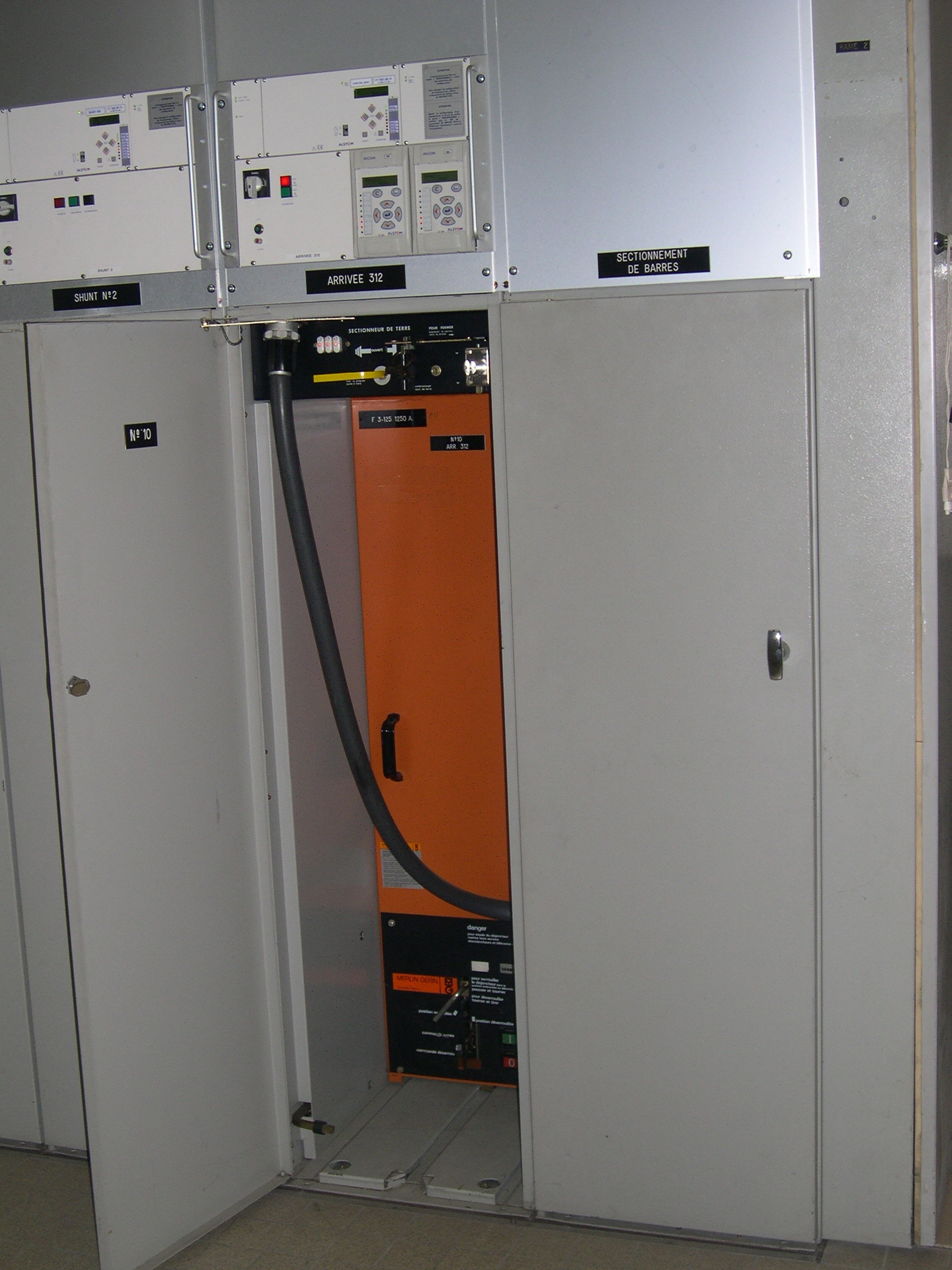
Un sectionneur de la Régie d'électricité de Thônes.
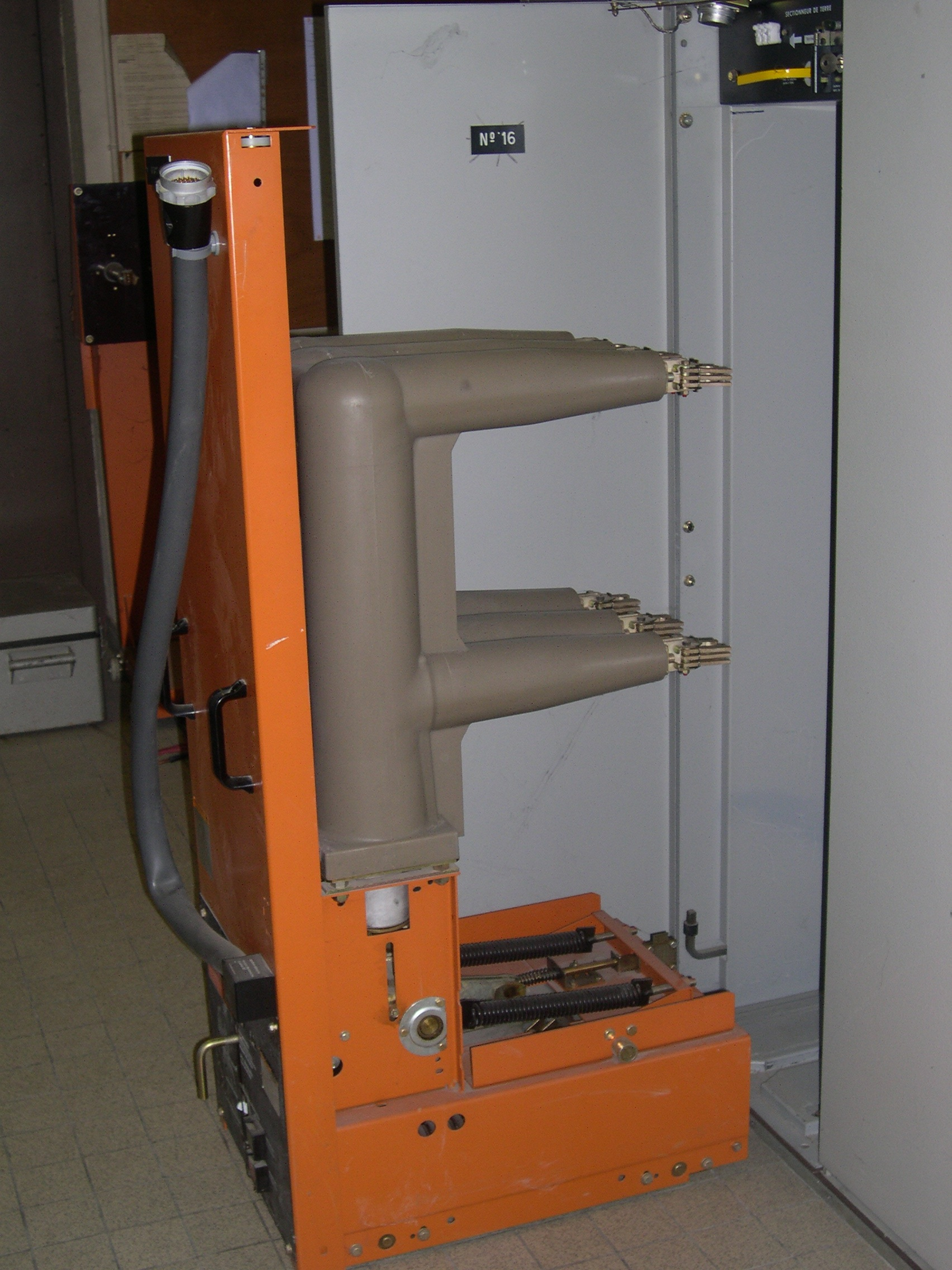
Le même ouvert.
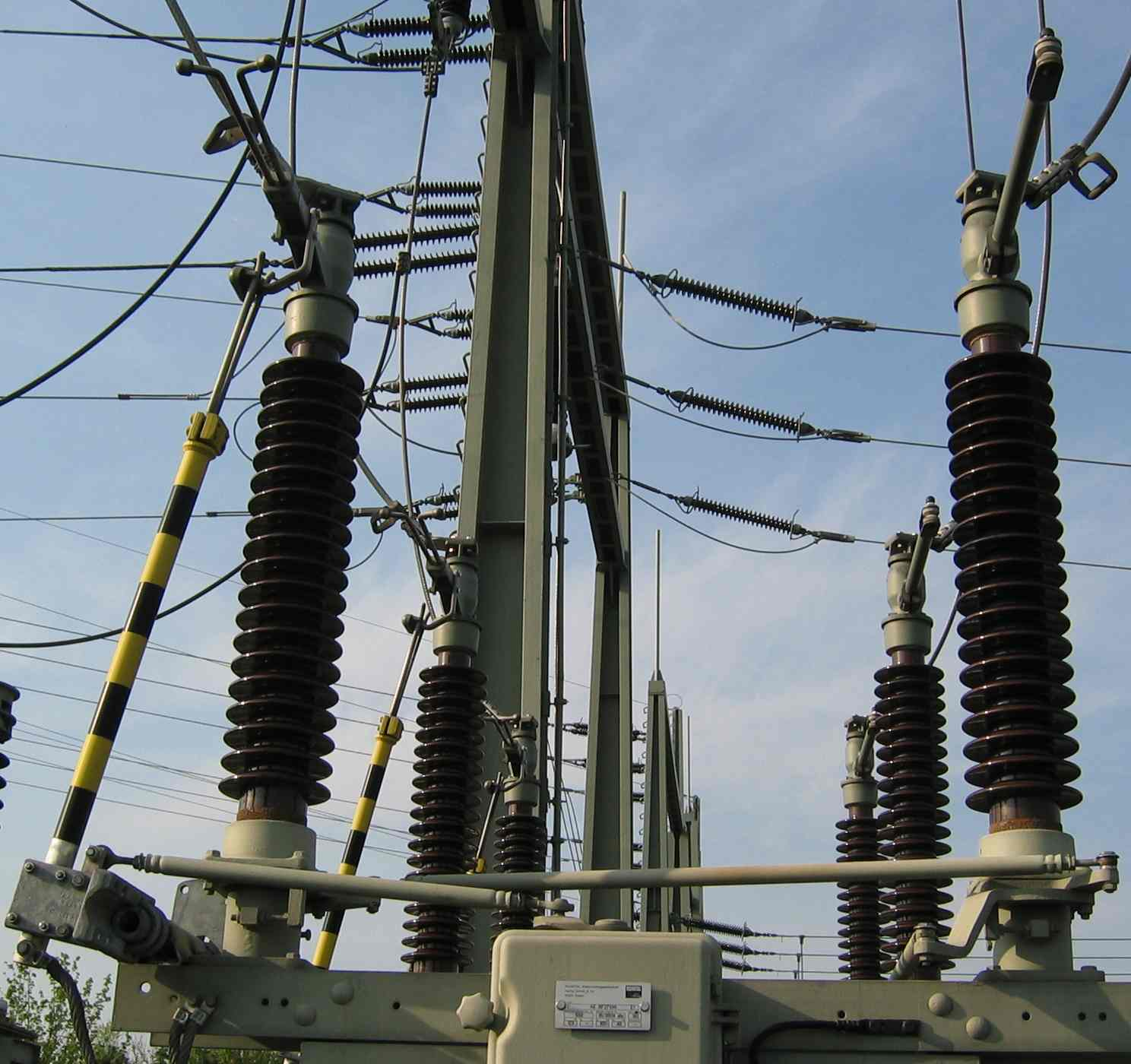
Sectionneur 110 kV ouvert.
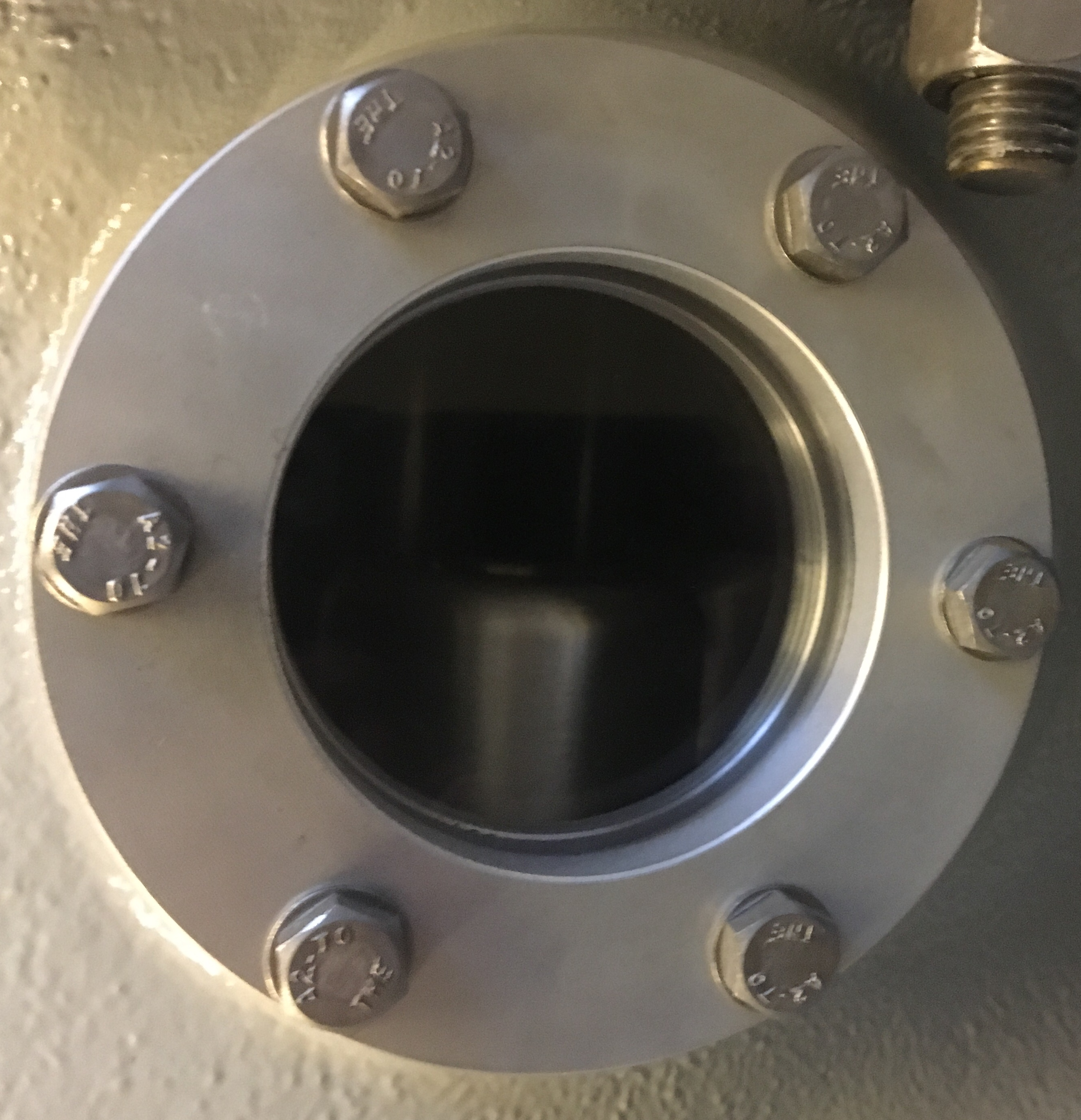
Hublot sectionneur 63kV ouvert
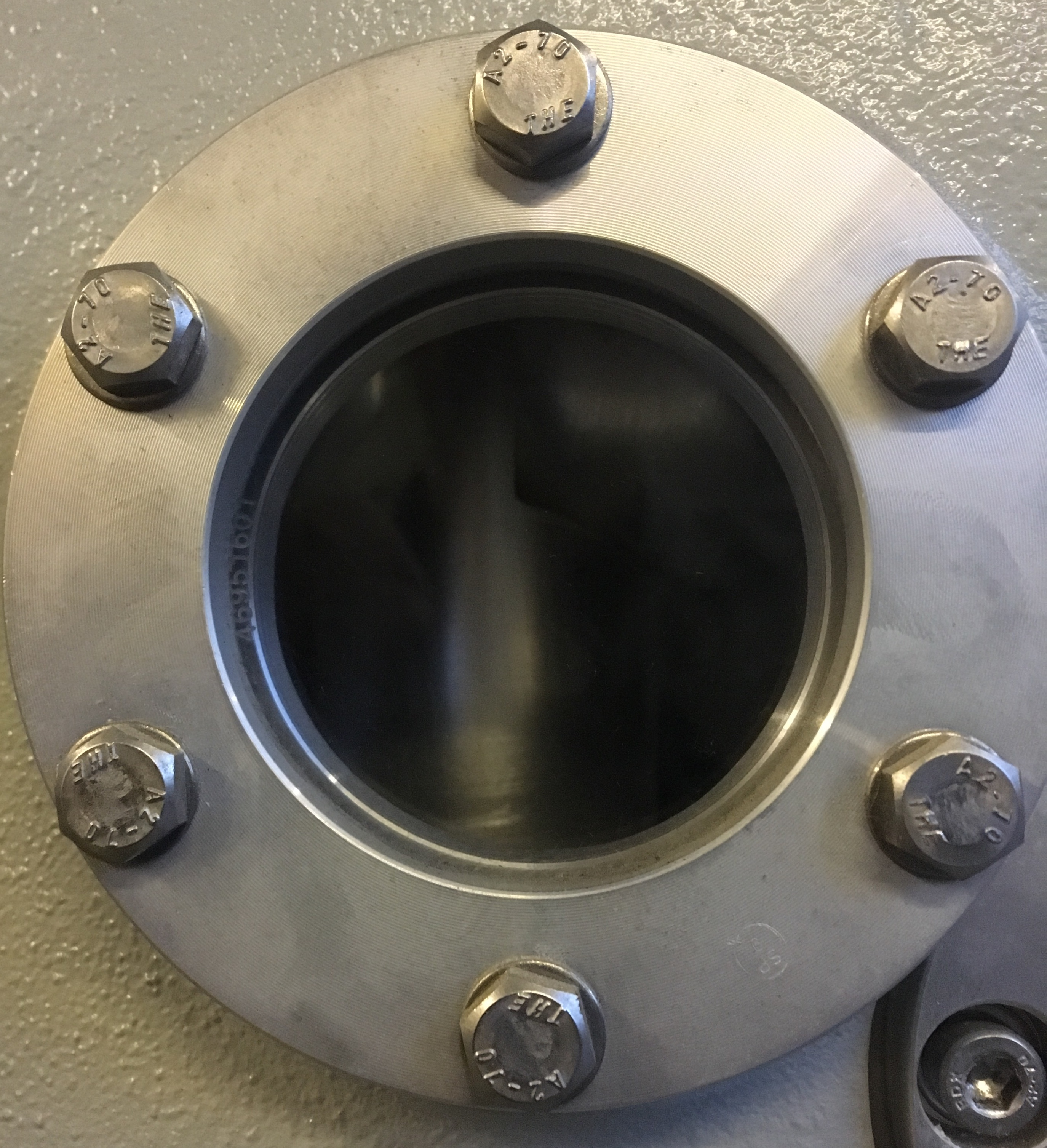
Hublot sectionneur 63kV fermé

## Performances d’un sectionneur
Les performances des sectionneurs à haute tension sont définies dans les normes internationales, telles que CEI.
La performance principale qui caractérise un sectionneur est sa tenue au courant de court-circuit, c’est-à-dire le courant maximal qu’il est capable de supporter lorsqu'il est fermé. Les valeurs de tenue au courant de court-circuit sont comprises typiquement entre 25 kA et 63 kA. La tenue diélectrique est un autre paramètre important, caractérisant la capacité à isoler du sectionneur, même en présence de surtensions.
Ces performances sont vérifiées par des essais effectués en vraie grandeur, suivant des normes telles que la CEI 62271 dans des laboratoires spécialisés.